# 15250 Nishiyamahiro
15250 Nishiyamahiro è un asteroide della fascia principale. Scoperto nel 1990, presenta un'orbita caratterizzata da un semiasse maggiore pari a 2,9390955 UA e da un'eccentricità di 0,1730391, inclinata di 9,58418° rispetto all'eclittica.
L'asteroide è dedicato all'astrofilo giapponese Hiroshi Nishiyama.